# Андраде, Давид Альфредо
Давид Альфредо Андраде Гомес (исп. David Alfredo Andrade Gómez; 9 июля 1993, Мансанильо, Мексика) — мексиканский футболист, полузащитник клуба «Атлетико Сан-Луис».

## Клубная карьера
Андарде начал карьеру в клубе «Чьяпас». 25 июля 2012 в поединке Кубка Мексики против «Некаксы» Давид дебютировал за основной состав. В сентябре 2015 года в матче против «Толуки» он дебютировал в мексиканской Примере. Летом 2016 года Андраде перешёл в «Сантос Лагуна». 1 августа в матче против «Монаркас Морелия» он дебютировал за новую команду. В 2018 году Давид помог клубу выиграть чемпионат.

## Достижения
«Сантос Лагуна»
- Чемпионат Мексики по футболу — Клаусура 2018